# Хандрид (Западна Вирџинија)
Хандрид (енгл. Hundred) град је у америчкој савезној држави Западна Вирџинија.

## Демографија
По попису из 2010. године број становника је 299, што је 45 (-13,1%) становника мање него 2000. године.
| Група             | 2000.       | 2010.       |
| Белци             | 336 (97,7%) | 292 (97,7%) |
| Афроамериканци    | 3 (0,9%)    | 0 (0,0%)    |
| Азијати           | 0 (0,0%)    | 0 (0,0%)    |
| Хиспаноамериканци | 0 (0,0%)    | 4 (1,3%)    |
| Укупно            | 344         | 299         |